# Francisco Jiménez (Ordensmann)
Francisco Jiménez (oder Francisco Ximénez, † 1620) war ein spanischer Dominikaner, der dem Konvent von Santo Domingo angehörte.

## Leben und Wirken

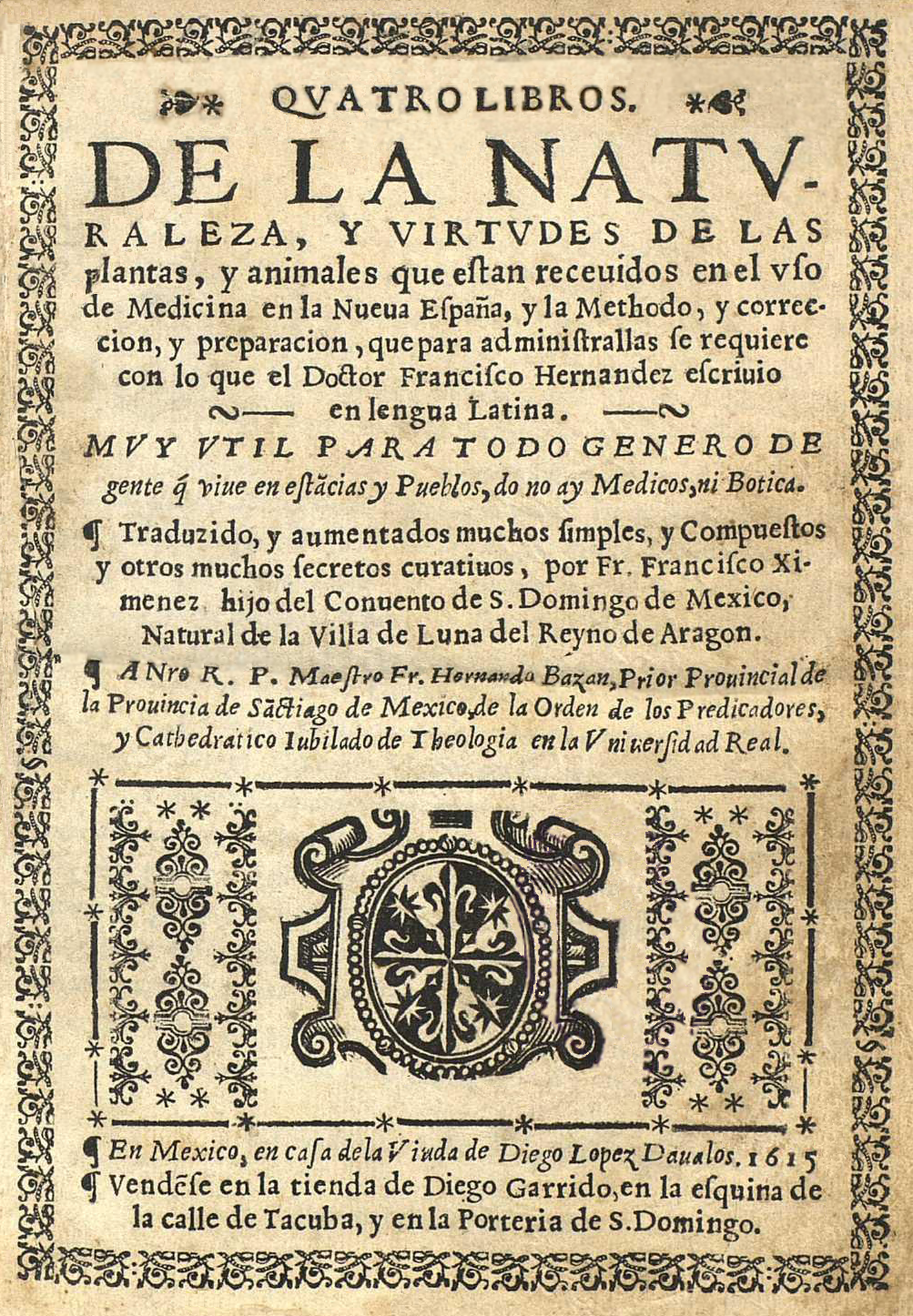
Quatro libros de la naturaleza y virtudes de las plantas y animales. México: 1615

Die 1615 von Francisco Jiménez veröffentlichten Quatro libros de la Naturaleza y virtudes de las plantas y animales sind das erste umfassende naturgeschichtliche Werk, das in Amerika verlegt wurde. Sie beruhen auf einem von Nardo Antonio Recchi (1540–1595) angefertigten Auszug der umfangreichen Aufzeichnungen von Francisco Hernandez de Toledo, die dieser während einer siebenjährigen Studienreise durch Neuspanien angefertigt hatte. 
Das Werk ist in vier Bücher unterteilt und enthält keine Abbildungen. Die ersten drei Bücher behandeln das Pflanzenreich, das vierte Buch ist den Tieren und Mineralien gewidmet.

## Ehrungen
Charles Plumier benannte Jimenez zu Ehren die Gattung Ximenia der Pflanzenfamilie der Olacaceae. Carl von Linné übernahm später diesen Namen.

## Schriften
- Quatro libros de la Naturaleza y virtudes de las plantas y animales que están recibidas en el uso de la Medicina en Nueva España y la Methodo y correccion y preparacion que para administrallas se requiere con lo que el Doctor Francisco Hernandez escribió en lengua latina. 
Muy útil para todo género de gente que vive en estancias y pueblos do no hay Médicos ni Botica. 
Traducido y aumentados muchos simples y compuestos y otros muchos secretos curativos por D. Francisco Ximenez, hijo del Convento de Santo Domingo, de Mejico, natural de la villa de Luna del Reino de Aragon. (Mexiko: Im Haus der Witwe von Diego López Dávalos († 1612), 1615) (Digitalisat).